# Trolejbusy w Burgasie
Trolejbusy w Burgasie – system komunikacji trolejbusowej działający w bułgarskim mieście Burgas.

## Historia
Trolejbusy w Burgasie uruchomiono 25 września 1989. 25 lipca 2011 uruchomiono nową linię trolejbusową nr T2, po trasie zlikwidowanej linii autobusowej nr 209.

## Linie
Obecnie w Burgasie istnieją dwie linie trolejbusowe.

## Tabor
Do obsługi linii w eksploatacji znajdują się 22 trolejbusy Škoda 26Tr Solaris. Zostały one zamówione w 2013 roku i dostarczone w 2014 w ramach projektu zakupu 100 trolejbusów w miastach Burgas, Warna, Pleven i Stara Zagora.